# Partit Democràtic de Lituània
El Partit Democràtic de Lituània (PDL, en lituà Lietuvių demokratų Partija), establert el 17 d'octubre de 1902, fou el segon partit polític més antic de Lituània, llavors part de l'Imperi Rus. Va publicar els diaris Lietuvos ūkininkas (1905-1918) i Lietuvos žinios (1909-1915). Durant la Primera Guerra Mundial, el partit democràtic es va dividir en diverses altres parts i es va tornar inactiu. Es va dissoldre oficialment el 15 de maig de 1920, quan el Consell de Lituània va deixar d'existir. Un partit amb el mateix nom fou creat el 4 de febrer de 1989, presidit pel Saulius Pečeliūnas.
El partit va ser fundat al senyoriu del comte Zubov, en Dabikinė prop d'Akmenė pels activistes de la publicació Varpas. El 1906, es va adoptar un programa polític elaborat per Kazys Grinius, Jonas Vileišis, Povilas Višinskis, Juozas Bortkevičius i Jurgis Šaulys. Els objectius del partit eren cercar un estatus d'autonomia per a la Lituànica ètnica dins de l'Imperi Rus. El govern local es delegaria als comitès parroquials, que podrien cobrar els impostos. El programa donaria suport a l'educació i la cooperació, promouria la participació en la vida pública, i defensaria la unitat nacional.El partit va donar suport als agricultors més rics, per tant, durant el Gran Seimas de Vílnius de 1905, es va oposar a la reforma agrària que hauria confiscat les terres dels grans terratinents i les hauria distribuït als petits camperols. Després del Seimas, el partit va patrocinar la formació de la Unió Lituana de Camperols, que inicialment era una branca del PDL. Alguns membres del PDL van fundar el Partit Democràtic Nacional de Lituània (lituà:Tautiškoji Lietuvių demokratų Partija), encapçalat pel Jonas Basanavičius.
Es va adoptar un nou programa, elaborat per Albinas Rimka, el 1914, i el partit va canviar el seu nom a Partit Demòcrata de Lituània (lituà:Lietuvos demokratų Partija). Alguns membres del partit, incloent-hi Petras Leonas i Andrius Bulota, del partit van ser elegits per a la Duma de l'Imperi Rus.
Durant la Primera Guerra Mundial, molts activistes fugiren a Rússia. El 1917, la facció de la dreta va formar el Partit Democràtic Popular Socialista de Lituània (Lietuvos socialistų liaudininkų demokratų Partija); una altra facció formà el Partit Popular Socialista de Lituània (lituà:Lietuvos socialistų liaudininkų Partija). El PLD, que es va mantenir a Lituània, estava essencialment inactiu però encara existia oficialment. Dos dels seus membres, Jurgis Šaulys i Petras Vileišis, van ser elegits al Consell de Lituània, que va adoptar la Declaració d'Independència de Lituània al febrer de 1918. El Consell va deixar d'existir el maig de 1920, quan va ser substituït per l'Assemblea Constituent de Lituània. El PLD es va dissoldre formalment a la vegada.
El 4 de febrer de 1989 es va establir un nou Partit Democràtic Lituà, presidit per Saulius Pečeliūnas. Aquest va aconseguir representació a la Seimas l'any 1990 i 1996, però de nou en perdria a la següent legislatura, provocant la desaparició de facto de la refundació.

## Resultats electorals
| Any  | Vots                    | %                       | Escons  | +/- |
| ---- | ----------------------- | ----------------------- | ------- | --- |
| 1990 |                         |                         | 3 / 141 | Nou |
| 1992 | Coalició LDP-LKDP-LPKTS | Coalició LDP-LKDP-LPKTS | 0 / 141 | 3   |
| 1996 | Coalició LDP-LTS        | Coalició LDP-LTS        | 2 / 141 | 2   |
| 2000 | Coalició LDP-JL         | Coalició LDP-JL         | 0 / 141 | 2   |